# Filopatria
No comportamento animal, designa-se como filopatria à tendência, existente em alguns animais que procedem a migrações para regressar a alguns locais específicos para se alimentarem ou procriarem. A palavra deriva do grego antigo, significando 'amor ao lar', ainda que se possa aplicar a mais que à área onde nasceu o animal, podendo manifestar-se de diversas formas. As espécies que voltam ao seu local de nascimento para procriar exibem filopatria natal. Espécies que voltam em anos consecutivos ao mesmo local de procriação  ou território exibem filopatria de procriação ou fidelidade espacial. Os animais migradores podem ainda exibir filopatria em relação a determinadas áreas que façam parte das suas rotas migratórias, como áreas de concentração.